# 1008-й истребительный авиационный полк ПВО

1008-й истребительный авиационный полк ПВО (1008-й иап ПВО) — воинская часть истребительной авиации ПВО, принимавшая участие в боевых действиях Великой Отечественной войны.

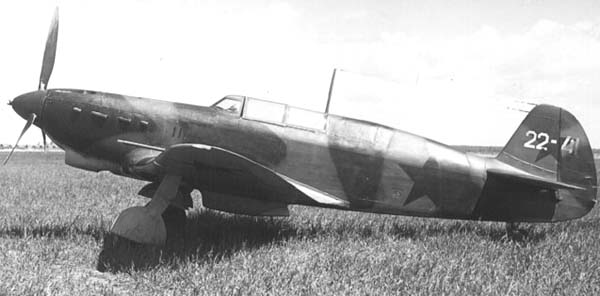
Самолет Як-7б. Такими самолётами полк был вооружен при формировании. На этом самолёте полк прошел до конца войны.

## Наименования полка
- 1008-й истребительный авиационный полк ПВО[1];
- 1008-й истребительный авиационный полк[1];
- Войсковая часть (полевая почта) 18373[1].

## История и боевой путь полка
1008-й истребительный авиационный полк сформирован в октябре 1943 года в составе 10-го истребительного авиационного Ростовского корпуса ПВО Западного фронта ПВО на самолётах Як-7б. С ноября 1943 года полк вошел в боевой состав 10-го истребительного авиационного Ростовского корпуса ПВО Ростовского корпусного района Западного фронта ПВО.
С продвижением советских войск на запад, перебазируясь вслед за наступающими войсками, полк прикрывал промышленные объекты в Донбассе, города Днепропетровск, Запорожье, Мелитополь.
С июня 1944 года полк из состава корпуса передан в состав 127-й истребительной авиационной дивизии ПВО и перебазирован на аэродром Сталино. Полк выполнял задачи ПВО военных и промышленных объектов Донбасса. 24 декабря 1944 года вместе со 127-й истребительной авиадивизией ПВО 10-го корпуса ПВО включен в состав войск Юго-Западного фронта ПВО (преобразован из Южного фронта ПВО). До конца войны входил в состав 127-й истребительной авиадивизии ПВО.
День Победы 9 мая 1945 года полк встретил на аэродроме Сталино.

## Командир полка
- майор, подполковник Смирнов Иван Васильевич

## Начальник штаба
- майор Васильев Феодосий Иванович

## Послевоенная история полка
После войны полк продолжал входить в состав 127-й истребительной авиационной дивизии ПВО 11-го корпуса ПВО Юго-Западного фронта ПВО. 8 февраля 1946 года 1008-й истребительный авиационный полк ПВО расформирован в составе 127-й истребительной авиационной дивизии ПВО на аэродроме Сталино.